# Burgjoß
Burgjoß ist ein staatlich anerkannter Erholungsort. Er liegt 300 m über NHN im nordwestlichen Spessart. Die Ortschaft mit 320 Haushalten und etwa 790 Einwohnern ist ein Ortsteil der Gemeinde Jossgrund im hessischen Main-Kinzig-Kreis und liegt an der mittleren Jossa.
Burgjoß bildet seit 1974 mit den nacheinander weiter aufwärts im Jossatal liegenden Orten Oberndorf (Sitz der Gemeindeverwaltung), Pfaffenhausen und Lettgenbrunn sowie dessen Weiler Villbach die Gemeinde Jossgrund. Zuvor gab es für kurze Zeit (vom Jahreswechsel 1971/1972 an) die Gemeinde Jossatal, bestehend aus den Ortsteilen Burgjoß, Oberndorf und Pfaffenhausen.

## Geografie

### Geografische Lage
In Burgjoß quert die das Kinzigtal mit dem Sinntal verbindende Straße die über Bad Orb führt, das Tal der Jossa.

### Nachbarorte und Verkehrsanbindung
Nachbarorte im Uhrzeigersinn sind: das zum bayerischen Obersinn zählende Emmerichsthal, Deutelbach, das zur Gemeinde Aura gehört, die Ortsteile Oberndorf und Lettgenbrunn, das Kinderdorf Wegscheide und Mernes, ein Ortsteil der Gemeinde Bad Soden-Salmünster.
|                       | Mernes                                      | Emmerichsthal |
| Kinderdorf Wegscheide | Kompassrose, die auf Nachbargemeinden zeigt | Aura          |
| Lettgenbrunn          | Oberndorf                                   | Deutelbach    |

Mehrere Landesstraßen verbinden Burgjoß mit den Nachbargemeinden: In Richtung Westen führt die L3199 über die Wegscheide zum 12 km entfernten Bad Orb. Nach Norden hin, an der L3197 liegen Mernes (5 km) und Marjoß (8,5 km). Zur bayerischen Landesgrenze, in nur 1 km Entfernung nach Osten, und weiter nach Aura im Sinngrund (8 km) führt die L2303. Und die südliche Fortsetzung der L3199 verbindet die Ortsteile Burgjoß und Oberndorf (1 km).

## Geschichte

### Mittelalter
Burgjoß ist der älteste Ortsteil von Jossgrund und wurde im Jahre 850 im Güterverzeichnis des Klosters Fulda als fuldischer Besitz „an der Jazaha“ (Jossa) erstmals erwähnt, jedoch ohne eine genaue Ortsangabe. Der heutige Gemeindename Jossgrund lehnt sich an die Bezeichnung des ehemaligen hanauischen Amtes Joßgrund an.
Die Burg „Jazaha“ an der Jossa, eine der ältesten im gesamten Spessart, war als Sitz des Gerichts Burgjoß lange Zeit weltliches Zentrum der Region. Es handelte sich dabei ursprünglich um einen burgähnlichen Holzbau, der auf Pfählen ruhte und von einem Wassergraben umgeben war. Um 1160 Jahrhundert entstand anstelle der Holzkonstruktion dann eine aus Sandstein errichtete Burganlage. Die Burg gehörte einer Seitenlinie der Herren von Steckelberg, die sich selbst auch Jasza nannten, und diente zur Kontrolle einer Handelsstraße. 1176 belehnte Fulda die Herren von Jossa mit Burg und Gericht, doch als diese sich dann im 13. Jahrhundert an der Bergstraße ansiedelten, wurden deren Güter nach und nach verkauft. Somit wechselten Burg und Gericht mehrmals den Besitzer. 1451 gehörte den Grafen von Hanau-Münzenberg die Hälfte, der andere Teil war Besitz der Herren von Thüngen und von Hutten. Die von Hutten erwarben mit der Zeit die gesamte Ortschaft, verkauften aber ihren gesamten Besitz im Tal der Jossa im Jahr 1541 an das Erzstift Mainz.

### Neuzeit
Unter der Regierung des Mainzer Erzbischofs Daniel Brendel von Homburg wurde die Burg um 1573 zu einem Renaissance-Wasserschloss ausgebaut. Sie blieb als „Kellerey Burgjoßa“ Verwaltungsmittelpunkt im Jossatal, mit den Dörfern Burgjoß, Mernes, Oberndorf und Deutelbach. Mit der Säkularisation 1803 kam der Jossgrund zum neu geschaffenen Fürstentum Aschaffenburg, 1810 zum napoleonischen Großherzogtum Frankfurt, 1814 an Bayern, 1867 an Preußen, und schließlich 1945 an Hessen.
Waldarbeitersiedlung
Eine spürbare Ortsvergrößerung und einen deutlichen Entwicklungsschub gaben den Jossgrundgemeinden Burgjoß, Pfaffenhausen und Oberndorf die ab 1938 geschaffenen Waldarbeitersiedlungen. Ein staatliche geförderte Siedlungsprogramm, sollte „der Sesshaftmachung von Arbeitnehmer in der Nähe ihres Arbeitsplatzes, der Linderung der Wohnungsnot …“ dienen. Gleichzeitig sollte es landwirtschaftlichen Nebenerwerb ermöglichen. Daher kamen zu den Siedlungshäusern, für jede Familie noch: 1 Stall, 1 Scheune, 1 Garten und eine kleine Ackerfläche hinzu.
Die Maßnahme brachte Burgjoß, wo im Jahr 1939 nur 60 Häuser standen, einen einmaligen Zuwachs von 10 Familien mit 23 Kindern. In dem bis dahin stillen Spirgelbachtal, zog viel neues Leben ein.
Hessische Gebietsreform (1970–1977)
Im Zuge der Gebietsreform in Hessen fusionierten zum 31. Dezember 1971 die bis dahin selbständigen Gemeinden  Burgjoß, Oberndorf und Pfaffenhausen zur neuen Gemeinde Jossatal. Diese wurde zum 1. Juli 1974 kraft Landesgesetzes mit Lettgenbrunn zur Großgemeinde Jossgrund zusammengeschlossen. Ortsbezirke nach der Hessischen Gemeindeordnung wurden nicht errichtet.

### Verwaltungsgeschichte im Überblick
Die folgende Liste zeigt die Staaten und Verwaltungseinheiten, denen Burgjoß angehört(e):
- 16. Jahrhundert: Heiliges Römisches Reich, Kurfürstentum Mainz, Oberamt Hausen, Amtsvogtei Burgjoß
- 1633: Heiliges Römisches Reich,  Kurfürstentum Mainz, Amt Orb
- 1787: Heiliges Römisches Reich, Kurfürstentum Mainz, Oberamt Orb und Lohr, Amtsvogtei Burgjoß
- ab 1803: Heiliges Römisches Reich, Dalbergstaat („Erzkanzlerischer Kurstaat“), Fürstentum Aschaffenburg, Oberamt Orb und Lohr, Amtsvogtei Burgjoß
- 1806–1810:  Primatialstaat Karl Theodor von Dalbergs im Rheinbund, Fürstentum Aschaffenburg, Oberamt Orb und Lohr, Amtsvogtei Burgjoß
- 1810–1813: Großherzogtum Frankfurt, Departement Aschaffenburg, Distrikt Burgjoß
- 1814–1866: Königreich Bayern, Landgerichtsbezirk Orb
- ab 1867: Königreich Preußen,[Anm. 2] Provinz Hessen-Nassau, Regierungsbezirk Kassel, Kreis Gelnhausen[Anm. 3]
- ab 1871: Deutsches Reich, Königreich Preußen, Provinz Hessen-Nassau, Regierungsbezirk Kassel, Kreis Gelnhausen
- ab 1918: Deutsches Reich,[Anm. 4] Freistaat Preußen, Provinz Hessen-Nassau, Regierungsbezirk Kassel, Kreis Gelnhausen
- ab 1944: Deutsches Reich, Freistaat Preußen, Provinz Nassau, Kreis Gelnhausen
- ab 1945: Amerikanische Besatzungszone,[Anm. 5] Groß-Hessen, Regierungsbezirk Wiesbaden, Landkreis Gelnhausen
- ab 1946: Amerikanische Besatzungszone, Hessen, Regierungsbezirk Wiesbaden, Landkreis Gelnhausen
- ab 1949: Bundesrepublik Deutschland, Hessen, Regierungsbezirk Wiesbaden, Landkreis Gelnhausen
- ab 1968: Bundesrepublik Deutschland, Hessen, Regierungsbezirk Darmstadt, Landkreis Gelnhausen
- ab 1972: Bundesrepublik Deutschland, Hessen, Regierungsbezirk Wiesbaden, Landkreis Gelnhausen, Gemeinde Jossatal[Anm. 6]
- ab 1974: Bundesrepublik Deutschland, Hessen, Regierungsbezirk Darmstadt, Main-Kinzig-Kreis, Gemeinde Jossgrund

## Bevölkerung

### Einwohnerstruktur 2011
Nach den Erhebungen des Zensus 2011 lebten am Stichtag dem 9. Mai 2011 in Burgjoß 702 Einwohner. Darunter waren 9 (1,3 %) Ausländer.
Nach dem Lebensalter waren 111 Einwohner unter 18 Jahren, 282 zwischen 18 und 49, 159 zwischen 50 und 64 und 150 Einwohner waren älter. Die Einwohner lebten in 300 Haushalten. Davon waren 81 Singlehaushalte, 81 Paare ohne Kinder und 102 Paare mit Kindern, sowie 30 Alleinerziehende und 3 Wohngemeinschaften. In 66 Haushalten lebten ausschließlich Senioren und in 198 Haushaltungen lebten keine Senioren.

### Einwohnerentwicklung
Belegte Einwohnerzahlen sind:
- 1632: 15 Dienstpflichtige
- 1812: 26 Feuerstellen, 200 Seelen

| Burgjoß: Einwohnerzahlen von 1812 bis 2011 | Burgjoß: Einwohnerzahlen von 1812 bis 2011 | Burgjoß: Einwohnerzahlen von 1812 bis 2011 | Burgjoß: Einwohnerzahlen von 1812 bis 2011 | Burgjoß: Einwohnerzahlen von 1812 bis 2011 |
| --- | ------------------------------------------ | ------------------------------------------ | ------------------------------------------ | ------------------------------------------ |
| Jahr |                                            |                                            |                                            | Einwohner                                  |
| 1812 | 1812                                       |                                            | 200                                        | 200                                        |
| 1834 | 1834                                       |                                            | 403                                        | 403                                        |
| 1840 | 1840                                       |                                            | 396                                        | 396                                        |
| 1846 | 1846                                       |                                            | 387                                        | 387                                        |
| 1852 | 1852                                       |                                            | 378                                        | 378                                        |
| 1858 | 1858                                       |                                            | 404                                        | 404                                        |
| 1864 | 1864                                       |                                            | 400                                        | 400                                        |
| 1871 | 1871                                       |                                            | 306                                        | 306                                        |
| 1875 | 1875                                       |                                            | 297                                        | 297                                        |
| 1885 | 1885                                       |                                            | 316                                        | 316                                        |
| 1895 | 1895                                       |                                            | 330                                        | 330                                        |
| 1905 | 1905                                       |                                            | 342                                        | 342                                        |
| 1910 | 1910                                       |                                            | 355                                        | 355                                        |
| 1925 | 1925                                       |                                            | 361                                        | 361                                        |
| 1939 | 1939                                       |                                            | 480                                        | 480                                        |
| 1946 | 1946                                       |                                            | 622                                        | 622                                        |
| 1950 | 1950                                       |                                            | 662                                        | 662                                        |
| 1956 | 1956                                       |                                            | 612                                        | 612                                        |
| 1961 | 1961                                       |                                            | 612                                        | 612                                        |
| 1967 | 1967                                       |                                            | 690                                        | 690                                        |
| 1970 | 1970                                       |                                            | 718                                        | 718                                        |
| 1980 | 1980                                       |                                            | ?                                          | ?                                          |
| 1990 | 1990                                       |                                            | ?                                          | ?                                          |
| 2000 | 2000                                       |                                            | ?                                          | ?                                          |
| 2011 | 2011                                       |                                            | 951                                        | 951                                        |
| Datenquelle: Historisches Gemeindeverzeichnis für Hessen: Die Bevölkerung der Gemeinden 1834 bis 1967. Wiesbaden: Hessisches Statistisches Landesamt, 1968. Weitere Quellen: LAGIS; Zensus 2011 |                                            |                                            |                                            |                                            |

### Historische Religionszugehörigkeit
| • 1885: | 13 evangelische (= 4,11 %), 303 katholische (= 95,89 %) Einwohner |
| • 1961: | 22 evangelische (= 3,58 %), 585 katholische (= 95,59 %) Einwohner |

## Kultur und Sehenswürdigkeiten

### Bildung

#### Kindertagesstätte
Im benachbarten Oberndorf befindet sich die ganztags Kindertagesstätte „Unterm Regenbogen“. Die Tagesstätte hat 50 Plätze, in 2 Gruppen. Sie bietet den Kindern Mittagessen, aus eigener Küche an. Es gibt auch eine U3-Betreuung.

#### Schulen
In Oberndorf gibt es eine zweizügige Grundschule, die Jossatal-Schule. Sie ist die nächste Schule für alle 4 Ortsteile der Gemeinde Jossgrund.
Weiterführende Schulen liegen außerhalb der Gemeinde. Es sind u. a.: die Kreisrealschule Bad Orb, das Grimmelshausen-Gymnasium Gelnhausen, die Henry-Harnischfeger Schule in Bad Soden-Salmünster und die Brentano-Schule im Linsengericht.

### Vereine
- Musikverein 1970 Burgjoß e. V.
- Gesangverein „Heimatklang“ Burgjoß

### Burg

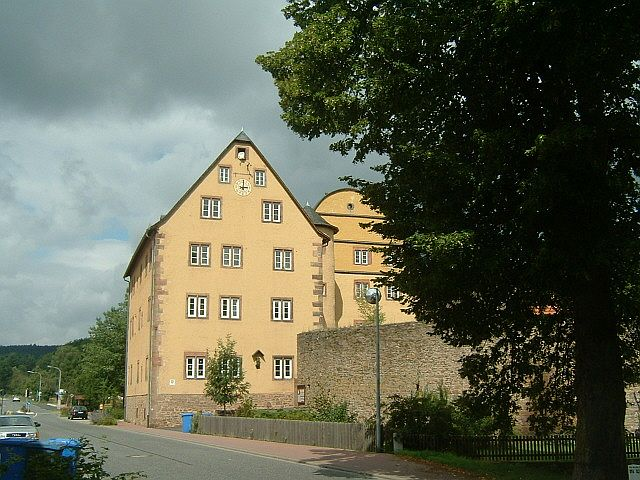
Burg Burgjoß am westlichen Ortseingang der Gemeinde

Das Ortsbild wird geprägt von seinem historischen Wahrzeichen, der ehemaligen Wasserburg Burgjoß. Das Renaissanceschloss wurde in seiner heutigen Form zwischen 1541 und 1573 unter Daniel Brendel von Homburg, Erzbischof und Kurfürst von Mainz, ausgebaut. Ab 1814 diente das Schloss als königlich-bayerische Forstdienststelle, ab 1875 als preußisches Forstamt Burgjoß, und seit 1919 als hessisches Forstamt.

### Katholische Kirche
Außerdem wird der Ort geprägt von der im Stil des Béton Brut Ende der 60er Jahre errichteten katholischen Kirche „Zu Ehren des kostbaren Blutes“. Von außen erinnert der Bau an die Einfachheit der Romanik, innen ist der Raum durch unterschiedliche Helligkeit gestaltet.

## Infrastruktur und Wirtschaft

### Verkehr

#### Nahverkehr
Ganzjährig verkehren die Buslinien 82 und 83, des KVG Main-Kinzig und schaffen öffentliche Verkehrsanschlüsse zu den andern Ortsteilen, den Nachbargemeinden und an die Kinzigtalbahn (Hessen) am Bahnhof Wächtersbach. Es gilt der Tarif des Rhein-Main-Verkehrsverbundes. Die Streckenführung von Burgjoß geht alternativ über Bad Orb – Aufenau – Wächtersbach bzw. Oberndorf – Pfaffenhausen – Lettgenbrunn – Bad Orb – Aufenau – Wächtersbach.

#### Bahn
Eine Anbindung an den Bahnverkehr bietet der Bahnhof Wächtersbach an der Kinzigtalbahn. Die Regionalbahn, die im Stundentakt verkehrt, bindet an die ICE-Haltepunkte Fulda und Hanau bzw. Frankfurt an. Der Bahnhof ist 17 km entfernt und auch mit öffentlichen Verkehrsmitteln erreichbar. Der Bahnhof ist barrierefrei ausgebaut.

### Freiwillige Feuerwehr
Die Freiwillige Feuerwehr Burgjoß wurde 1926 gegründet. 2000 folgte eine Jugendfeuerwehr, 2005 die Voraushelfer. Die Einsatz- und Gefahrenschwerpunkte sind:
- Voraushelfergruppe
- Wald- und Flächenbrände
- Verkehrsunfälle

Die Einsatzabteilung besteht aus 22 Personen.

### Genossenschaft Bioenergiedorf Burgjoß
Der Umweltgedanke führte in Burgjoß, im Jahre 2005 zur Gründung einer Initiative von 15 engagierten Bürgern, unter dem Motto „Burgjoß weg vom Öl!“. Der Holzreichtum der Region, mit einem Holzeinschlag des Forstamtes von jährlich rund 130.000 fm, legte die Nutzung dieser Ressource für Heizzwecke nahe. Das Dorf mit etwa 700 Einwohnern und 180 Hauseigentümern waren die kalkulatorische Grundlage für eine den ganzen Ort umfassende Planung. Dafür reichen etwa 1,5 % bis 2,0 % des o. g. Holzeinschlages in der Qualität von Waldrestholz. Eine Konzeptstudie, bezahlt mit Zuschüssen aus Mitteln der Dorferneuerung 2006, brachte eine solide Grundlage für die Realisierung einer kommunalen Wärmeerzeugungsanlage.
Am 21. Juni 2007 wurde die Genossenschaft „Bioenergiedorf Burgjoß im Spessart e.G.“ gegründet, die sofort mit dem Bau einer Anlage begann. Bei der zu realisierenden Technik fiel die Wahl auf eine Variante mit Holzhackschnitzeln als Brennstoff. Ein 850 kW Holzhackschnitzel-Ofen und ein mit Heizöl betriebener Spitzenlastkessel, der auch als Redundanz dient, stellen die technische Ausstattung der Anlage dar. Hinzu kam ein Fernwärmenetz mit etwa 4,4 km an Hauptleitungen und 3,3 km an Hausanschlussleitungen. Etwa zur gleichen Zeit entstand, im unweit gelegenen Wächtersbach, auf kommunaler Ebene ein Fernwärme-Heizkraftwerk von größerer Dimension (2 × 6 = 12 MW), das aber ebenfalls auf Basis von Holzhackschnitzeln arbeitet.
146 von möglichen 180 Hausbesitzern sind Wärmekunden und Miteigentümer (Genossen) der Anlage geworden, das sind 82 % der Burgjoßer Einwohner. Die Investitionssumme von etwa 3,2 Millionen Euro wurde gefördert durch den Main Kinzig Kreis, das Land Hessen, aus Mitteln der EU, sowie von der KfW-Bank. Hinzu kam eine Eigenleistungen der Genossen im Wert von über 200.000 €.
Im Oktober 2011 wurde auf den Dächern von Heizhaus und Lagerhalle eine 39,9 kW Photovoltaikanlage hinzugefügt.
2012 entstand am Rande des Ortes eine in Privatinitiative errichtete 600 kW Biogasanlage. Sie wird zu je einem Viertel mit Mais- und Grassilage, Pferdemist und Getreidepflanzen gespeist. Das Gas ist speicherbar und die anfallende Abwärme wird als zusätzliche Wärmequelle in das Burgjoßer Wärmenetz eingespeist. Das biologische Restmaterial kann als Dünger genutzt werden.

### Limonadenfabrik

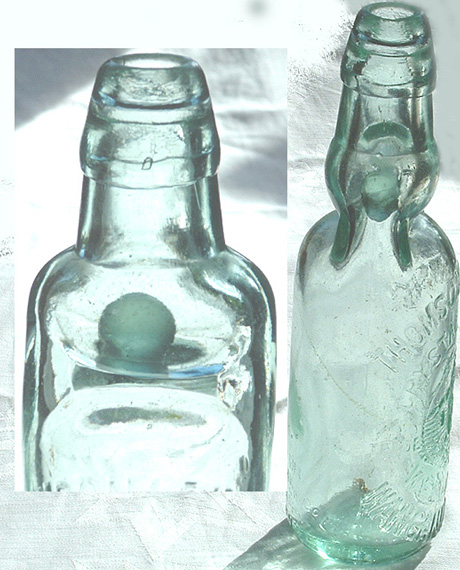
Kugelverschlussflaschen; in die Nut nahe der Öffnung war ursprünglich ein Gummidichtring eingesetzt.

Als Kuriosität ist die Müllersche Limonadenfabrik in die Wirtschaftsgeschichte von Burgjoß eingegangen. Wohl aus wirtschaftlicher Not heraus, gegen Ende des Ersten Weltkrieges, entwickelte der Schneider Johann Baptist Müller die Idee der Herstellung von Limonadengetränken. Preiswert und lokal gut erreichbar mussten Zutaten und technische Ausrüstung sein. So trug man das gute Burgjoßer Quellwasser eimerweise vom Schreinersch Bürn nach Hause. In einem mit Muskelkraft bewegten 100 Liter Messingkessel wurde es mit Kohlensäure der Firma Rommenhöller aus dem nahen Burgsinn versetzt. Direkt in eine 0,2 Liter fassende Klickerwasserflasche gefüllt, ergab das die Variante Seltzer. Es gab aber auch die Varianten Himbeere, Zitrone und Waldmeister, wenn die Flasche vorher mit einer kleinen Menge entsprechender Essenz versehen worden war, bezogen von einem Frankfurter Apotheker. Die längste Reise hatten die Klickerwasserflaschen hinter sich; sie kamen, in bruchsicherer Verpackung, aus Norddeutschland nach Burgjoß. Die Auslieferung erfolgte im Handleiterwagen oder in Einzelfällen mit einem ausgeliehenen Pferdefuhrwerk. Es war Richard Müller, der Sohn des Erfinders, der die Limonadenfabrik betrieb. Das Ende des Betriebes kam mit der Mangelwirtschaft nach dem Zweiten Weltkrieg, 1947, als der Nachschub an Klickerwasserflaschen stockte.

## Freizeit und Tourismus

### Informationszentrum – „Schaufenster Spessart“

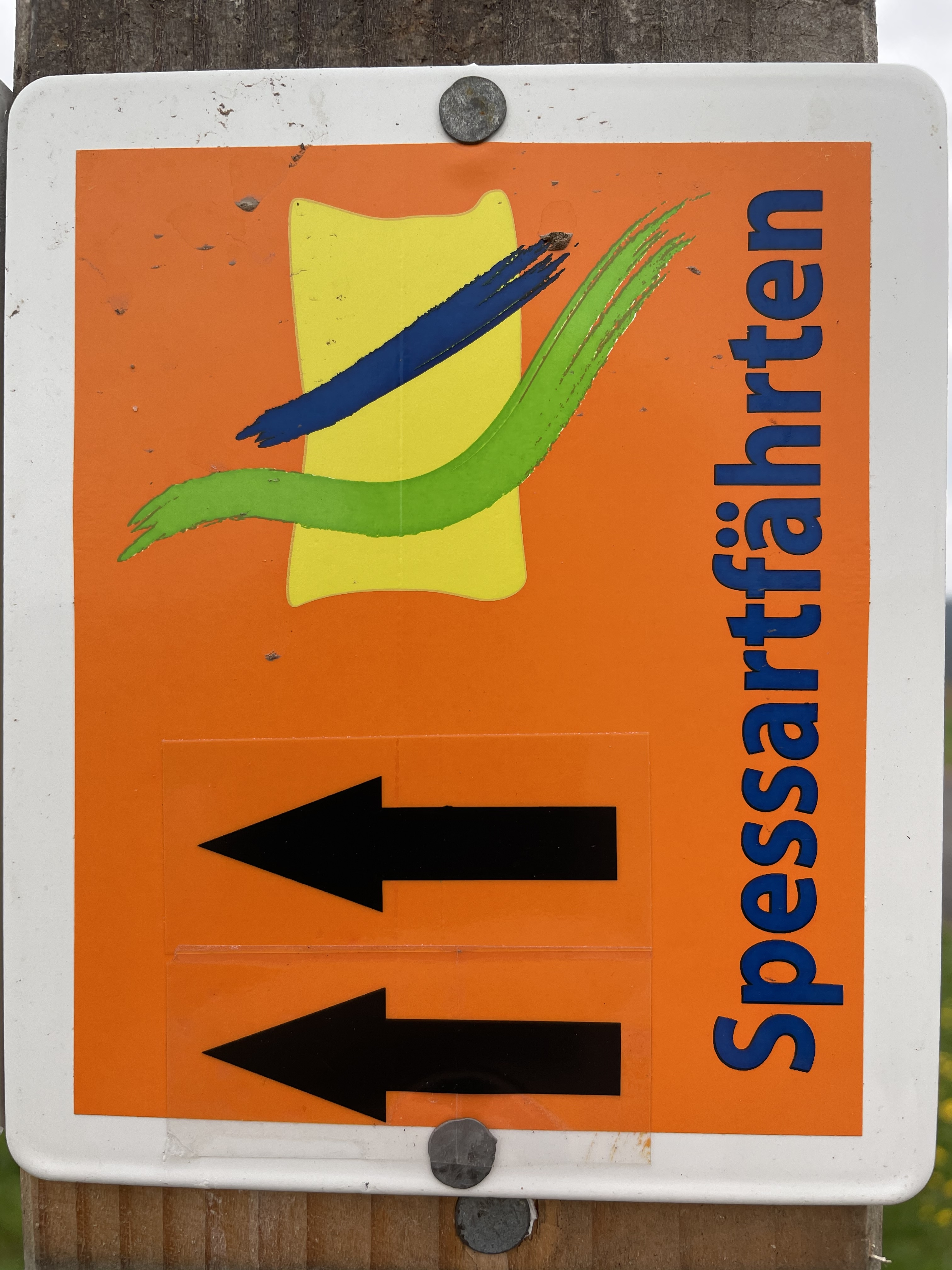
Logo der Spessartfährten

Im historischen Gebäude des Schafhofes, gegenüber dem Burgwiesenpark, befindet sich außer einem Kaffee, das Informationszentrum – „Schaufenster Spessart“. Träger ist der Naturpark Hessischer Spessart e. V., der Betrieb erfolgt in Kooperation mit dem Landschaftspflegeverband Main-Kinzig-Kreis, SPESSARTregional und der Hessischen Apfelwein- und Obstwiesenroute, Regionalschleife Main-Kinzig. Hier „können sich die Besucher über Freizeitaktivitäten, touristische wie kulturelle Angebote informieren, viel Wissenswertes und Kurzweiliges zur Landschaft und Natur erfahren und regionale Produkte kaufen“.

### Burgwiesenpark
An die Burg schließt sich das „grüne Herz von Burgjoß“ an, der 1973 eingerichtete Burgwiesenpark. Die ausgedehnte Anlage mit ihren gepflegten Rasenflächen und bunt gefächerten Blumenrabatten bietet sowohl Erholung durch die Spazierwege als auch Freizeitmöglichkeiten durch einen Spielplatz mit einem Beachvolleyballfeld. Er umfasst unter anderem eine Minigolfanlage, ein Freiluftschach sowie eine Kneippanlage. Der Burgteich liefert Forellen für die heimische Gastronomie. Rund um den Ort entlang der Jossa und im nahen Wald gibt es zahlreiche beschilderte Wanderrouten.

### Sportanlagen

#### Fußball
Sportanlage Am Schafberg des FC Burgjoß mit Naturrasenplatz ohne Flutlicht und Trainingsplatz (Rasen) mit Flutlicht

#### Andere Sporteinrichtungen
Beachvolleyballfeld, Bolzplatz, Boule-Bahn und Minigolfanlage im Burgwiesenpark

##### Radwanderweg „Perlen der Jossa“
Burgjoss liegt am Europäischen Kulturradwegs Perlen der Jossa. Im Jossgrund war im Mittelalter die Flussperlmuschel verbreitet, deren Perlen jedoch, wegen unzureichender Qualität nicht genutzt wurden. Der ca. 33 km langen Radwanderweg führt durch den Jossgrund, von der Quelle bis zur Mündung der Jossa in die Sinn und darüber hinaus bis Emmerichsthal. Er wurde zur Förderung des Tourismus im Spessart durch das „Archäologische Spessartprojekt“ angelegt, und mit 12 Infotafeln ausgestattet. Sie geben Hinweise zur Natur, wie zu kulturellen Spuren in dieser Region. Dazu Zählen: Die Burgruine Beilstein, der Burgwiesenpark mit Kneippanlage und Minigolfanlage in Burgjoß, das historische Wasserwerk in Mernes, eine Spessarttöpferei in Marjoß und eine Glashütte in Emmerichsthal. Die Trasse deckt sich im Tal der Jossa mit der Hessischen Apfelwein- und Obstwiesenroute.

##### Wanderwege
Den Talgrund der Jossa von Burgjoß bis Oberndorf, die offenen Höhen darüber und vieles mehr erschließt die Spessartfährte „Jossgrund-Runde“. Der 11,7 km lange Rundwanderweg ist einer von 9 Spessartfährten, die längs des Spessartbogens konzipiert wurden und die ein intensiveres Kennenlernen der Landschaft ermöglichen. Der Weg ist als leicht eingestuft.

## Persönlichkeiten

### Söhne und Töchter der Gemeinde
- Faxe M. Müller (* Burgjoß 1963), seit 1984 Bildhauer im Berufsverband bildender Künstler; schafft „figurative Skulpturen in Holz, Stein, Metall und in Gusstechnik“; Teilnahme an regionalen und überregionalen Wettbewerben.[21]

### Ehrenbürger
- Georg Hartmann (1870–1954), Unternehmer und Vorsitzender des Freien Deutschen Hochstiftes, Ehrenbürger von Frankfurt am Main. Er lebte lange Zeit (von 1930 bis 1954[22]) in der ehemaligen Schäferei (heute Café und Spessart-Informationszentrum) in Burgjoß. Die davor liegende Straße am Burgwiesenpark ist nach ihm, Georg-Hartmann-Straße benannt.

### Mit Burgjoß verbundene Persönlichkeiten
- Alfred Ehrhardt, (1901–1984), war ein Fotograf und Dokumentarfilmer. Er lebte, nach dem Krieg, eine Zeit lang in Burgjoß.